# Todo para mi ex
Todo para mi ex (en chino, 誰先愛上他的) es una película de comedia dramática taiwanesa de 2018 codirigida por Mag Hsu y Hsu Chih-yen. Protagonizada por Roy Chiu, Hsieh Ying-xuan, Chispa Chen y Joseph Huang.
La película recibió críticas generalmente positivas de los críticos y fue seleccionada como la entrada taiwanesa para el Oscar a mejor película internacional en la 92.ª edición de los Premios Óscar, pero no fue nominada.

## Sinopsis
Un adolescente, Song Cheng-xi (Huang), queda atrapado en medio de una amarga disputa entre su madre (Hsieh) y un hombre de espíritu libre (Chiu), que es a la vez amante y beneficiario del seguro del padre de Song, recientemente fallecido (Chen).

## Reparto
- Roy Chiu como Jay
- Hsieh Ying-xuan como Liu San-lian
- Chispa Chen como Song Zheng-yuan
- Joseph Huang como Song Cheng-xi
- Wanfang como Consultora
- Allen Kao como la madre de Jay
- Yang Li-yin como la hermana de San-lian
- Liang Cheng-chun como Director de escena
- Wu Ting-chien como Director

## Premios y nominaciones
| Premio                                                         | Categoría                          | Nominado(s)               | Resultado |
| -------------------------------------------------------------- | ---------------------------------- | ------------------------- | --------- |
| 3.ª edición del Festival Internacional de Cine y Premios Macao | Mejor Película                     | Todo para mi ex           | Nominada  |
| Premio de la película Mi Ying Spirit                           | Mejor Película                     | Todo para mi ex           | Nominada  |
| 20.ª edición de los Premios de Cine de Taipéi                  | Mejor Largometraje                 | Todo para mi ex           | Ganadora  |
| 20.ª edición de los Premios de Cine de Taipéi                  | Mejor actor principal              | Roy Chiu                  | Ganador   |
| 20.ª edición de los Premios de Cine de Taipéi                  | Mejor actriz principal             | Hsieh Ying-xuan           | Ganadora  |
| 20.ª edición de los Premios de Cine de Taipéi                  | Premio de Prensa                   | Todo para mi ex           | Ganadora  |
| 55.ª edición de los Premios Caballo de Oro                     | Mejor Largometraje                 | Todo para mi ex           | Nominada  |
| 55.ª edición de los Premios Caballo de Oro                     | Mejor actor principal              | Roy Chiu                  | Nominado  |
| 55.ª edición de los Premios Caballo de Oro                     | Mejor actriz principal             | Hsieh Ying-xuan           | Ganadora  |
| 55.ª edición de los Premios Caballo de Oro                     | Mejor nuevo intérprete             | Joseph Huang              | Nominado  |
| 55.ª edición de los Premios Caballo de Oro                     | Mejor nuevo director               | Mag Hsu Y Hsu Chih-yen    | Nominados |
| 55.ª edición de los Premios Caballo de Oro                     | Mejor Guion Original               | Lu Shih-yuan Y Mag Hsu    | Nominados |
| 55.ª edición de los Premios Caballo de Oro                     | Mejor canción de película original | Lee Ying-hung (Bali Song) | Ganador   |
| 55.ª edición de los Premios Caballo de Oro                     | Mejor montaje cinematográfico      | Lei Cheng-ching           | Ganador   |
| 10.ª del Festival de Cine Chino To Ten                         | Película destacada                 | Todo para mi ex           | Ganadora  |
| 10.ª del Festival de Cine Chino To Ten                         | Mejor actor principal              | Roy Chiu                  | Nominado  |
| 10.ª del Festival de Cine Chino To Ten                         | Mejor actriz principal             | Hsieh Ying-xuan           | Nominada  |
| XIX Premios de Medios Cinematográficos Chinos                  | Mejor actor principal              | Roy Chiu                  | Nominado  |
| XIX Premios de Medios Cinematográficos Chinos                  | Mejor actriz principal             | Hsieh Ying-xuan           | Nominada  |
| XIX Premios de Medios Cinematográficos Chinos                  | Mejor nuevo director               | Mag Hsu Y Hsu Chih-yen    | Nominados |
| Festival de Cine de la Isla de Faro                            | Mejor Película                     | Todo para mi ex           | Nominada  |
| Festival de Cine de la Isla de Faro                            | Mejor actor principal              | Roy Chiu                  | Ganador   |
| Festival de Cine de la Isla de Faro                            | Mejor actriz principal             | Hsieh Ying-xuan           | Ganadora  |
| Festival de Cine de la Isla de Faro                            | Mejor nuevo intérprete             | Joseph Huang              | Nominado  |
| Festival de Cine de la Isla de Faro                            | Mejor nuevo director               | Mag Hsu Y Hsu Chih-yen    | Nominados |
| Festival de Cine de la Isla de Faro                            | Mejor guion                        | Lu Shih-yuan Y Mag Hsu    | Nominados |